# 社会民主党 (法罗群岛)
社会民主党（缩写为JF）是法罗群岛的一个社会民主主义政党。该党成立于1925年9月25日。该党主张法罗群岛留在丹麦王国内部。该党的政治立场是中间偏左。该党的领袖是阿克塞尔·V·约翰内森。该党的总部位于托尔斯港。该党的青年翼是社会主义青年。该党是北欧劳工运动合作委员会的成员。